# 나주 우남 고택
나주 우남 고택(羅州 愚南 古宅)은 대한민국 전라남도 나주시 다도면 풍산리에 있는 조선시대의 건축물이다. 1984년 1월 14일 대한민국의 국가민속문화재 제165호로 지정되었다.

## 개요
나주평야에 접해있는 낮은 구릉지역 기슭에 자리잡은 풍산리마을은 풍산 홍씨들이 모여사는 마을이다. 안채와 문간채는 1900년대초에 지은 것이라 하며, 사랑채는 1700년대 중엽의 건물로 추정된다.
문간채의 남단에 있는 대문을 들어서면 사랑마당의 한쪽을 통과해서 사랑채의 남쪽 측면을 지나 안채로 들어가게 된다. 안채부터 대문채까지 거의 일직선으로 배열되어 있다.
안채는 왼쪽에 부엌 2칸·전면에 부엌방·큰방 2칸·대청이 있고 끝에 1칸의 건넌방이 있다. 대청 뒷쪽으로 고방이 있고 건넌방 뒷쪽에 아궁이가 있다. 안방과 대청 뒷쪽에는 툇간을 덧달아서 쪽마루, 툇마루, 광을 설치하였다. 사랑채는 대청마루를 남쪽 끝에 두어 툇마루와 함께 넓은 공간을 이루도록 하였다. 마루 옆에는 사랑방 2칸이 있는데 중간에 문을 두어 나누어 쓸 수도 있고 터서 쓸 수 있도록 하였다. 문간채는 남쪽부터 대문간·광 2칸·헛간·잿간으로 이루어져 있으며, 이것은 근래에 이루어진 것이다.

## 현지 안내문
건물은 서향이다. 중심 맨 안쪽에 안채가, 중앙에는 안마당을 사이에 두고 사랑채가 자리했다. 사랑마당 앞에는 대문채를 두었다. 안마당으로의 출입은 사랑채 남쪽 측면을 지나게 하였다. 사랑공간과 안공간은 사랑채에 의해 자연스럽게 갈라진다.
안채는 왼쪽 2칸이 부엌이고 그 옆에 부엌방을 만들었다. 다음은 큰방이며 가운데 2칸은 대청이다. 대청 웃칸 툇마루에는 창고방을 배치했다. 전면 툇마루 기둥은 두리기둥으로 되었다. 집에 둥근 기둥이 나타나는 것은 19세기 말 이후부터이다. 사랑채는 왼쪽으로부터 부엌, 다음은 앞칸이 광, 뒤가 부뚜막이며 가운데는 사랑 아랫방과 대청, 뒤에는 창고방이 마련되었다.
대문채는 5칸 겹집구조로 오른쪽으로부터 대문간, 2칸 광, 헛간, 잿간으로 이루어졌는데 요즘에 이루어진 것이다.
사랑채는 1732년(조선 영조 8)에 지어진 것으로 여겨지고, 안채는 1910년에 건축한 것이다.

## 참고 자료
- 나주 우남 고택 - 국가유산청 국가유산포털